# نسيج الصخور النارية

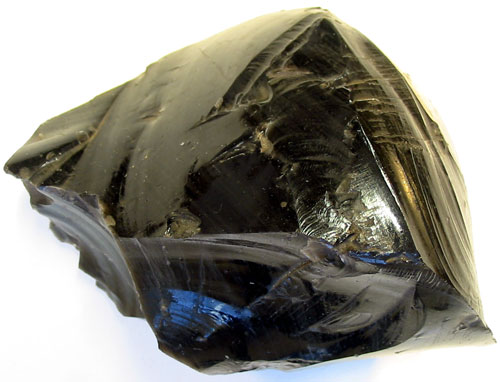

أنسجة الصخور النارية يستعمل مصطلح نسيج لوصف المظهر العام للصخر على أساس الحجم والشكل، وترتيب حبيباتها المعدنية، ويعد النسيج خاصية مهمة لأنه يكشف الكثير عن البيئة التي تشكلت فيها الصخور. توجد ثلاثة عوامل تؤثر في أنسجة الصخور النارية وهي:
- المعدلة الذي تبرد عنده الصخور المنصهرة.
- كمية السيليكا الموجودة فيه.
- كمية الغازات المذابة في الصهارة.

## أنواع أنسجة الصخور النارية
يبدو أثر التبريد في أنسجة الصخور واضح، فالتبريد البطيء يعزز نمو البلورات الكبيرة، في حين يميل التبريد السريع إلى تكوين البلورات الصغيرة.

### نسيجالأفانيت(ناعم الحبيبات)
تتصف الصخور النارية التي تتشكل على السطح، أو ككتل صغيرة داخلية داخل القشرة العليا حيث يكون التبريد سريعًا ونسبيًا، بوجود نسيج ناعم الحبيات يسمى الأفانيت وحسب التعريف فإن البلورات التي تشكل صخور الأفانيت صغيرة جدًا لدرجة أن المعادن يمكن تمييزها بمساعدة مجهر استقطاب أو التقنيات المتطورة الأخرى.

### النسيج المرئي (خشن الحبيبات)
عندما تتبلور كتل الصهارة الكبيرة ببطء على أعماق كبيرة تشكل الصخور النارية ذات النسيج الخشن الحبيبات ويوصف بأنه مرئي. وتتكون الصخور الخشنة الذرات من كتلة بلورات متوسطة النمو التي تكون متسأوية تقريبا في الحجم وكبيرة بما فيه الكفاية بحيث يمكن تمييز المعادن الفردية دون استعمال المجهر.

### النسيج البورفيري
تحتاج كتلة من الصهارة إلى عشرات إلى مئات الآلاف من السنين لتتصلب. وبما أن المعادن المختلفة تتبلور تحت ظروف بيئية محتلفة (درجات الحرارة والضغط). فمن الممكن لبلورات معدن ما أن تصبح كبيرة جدا حتى قبل أن تبدأ البلورات بالتشكل. وإذا انتقلت الصخور المنصهرة التي تحتوي على البلورات الكبيرة إلى بيئة مختلفة -على سبيل المثال عند الثوران على السطح- فإن الجزء السائل المتبقي من الحمم سيبرد بسرعة أكبر. وسيحتوي الصخر على بلورات كبيرة ضمن مجموعة في مصفوفة من البلورات الاصغر ويقال إن لها نسيج بورفيري.

### النسيج البغماتي
تحت ظروف خاصة تتكون صخور نارية خشنة الحبيبات تسمى البغماتيت. ويقال عن هذه الصخور التي تتكون من بلورات متداخلة يزيد قطر كل منها عن سنتيمتر واحد. إن لها نسيجًا بغماتيًا.

### النسيج الحطامي
تتشكل مجموعة أخرى من الصخور النارية من تصلب شظايا صخور مندفعة خلال ثورة بركانية عنيفة. وقد تكون هذه الجسميات المتدفقة، رمادًا ناعمًا جدًا، ونقطًا مصهورة، أو كتلًا كبيرة من صخور زأوية الحواف تتدفع من الفتحة خلال ثورة البركان. ويكون لدى الصخور النارية التي تتكون من شظايا هذه الصخور نسيج حطامي.